# Andrija Radović
Andrija Radović (serb. Андрија Радовић; ur. 28 stycznia 1872 we wsi Martinići, zm. w 1947 roku w Belgradzie) – czarnogórski polityk, dwukrotny premier Czarnogóry.

## Życiorys
Urodził się w Księstwie Czarnogóry we wsi Martinići niedaleko Danilovgradu. We Włoszech podjął studia inżynierskie. 
Po powrocie do kraju został mianowany dyrektorem ds. robót publicznych i stanął na czele departamentu w ministerstwie spraw wewnętrznych. Był liderem Partii Ludowej. Od 6 grudnia 1905 do 11 listopada 1906 pełnił funkcję ministra finansów Czarnogóry. 
1 lutego 1907 został premierem kraju, jednocześnie szefując ministerstwom spraw zagranicznych, wojny i finansów. 17 kwietnia 1907 miała miejsce jego dymisja. Za udział w tzw. aferze bombowej został skazany na karę 15 lat pozbawienia wolności. W 1913 roku został ułaskawiony. 
Od 20 grudnia 1915 do 29 kwietnia 1916, w trakcie I wojny światowej, ponownie był ministrem finansów. Po upadku Czarnogóry udał się na emigrację do Paryża. 12 maja 1916 został premierem na uchodźstwie. W tym samym czasie był szefem czarnogórskiej dyplomacji. Na prośbę serbskiego polityka Nikoli Pašicia w 1917 roku bezskutecznie lobbował za zjednoczeniem Czarnogóry i Serbii u króla Czarnogóry Mikołaja I Petrowicia-Niegosza, w związku z czym podał się do dymisji. Następnie był deputowanym do Wielkiego Zgromadzenia Narodowego i głosował za zjednoczeniem z Królestwem Serbii. Był również jednym z delegatów Królestwa Serbów, Chorwatów i Słoweńców na konferencję pokojową w Paryżu w 1919 roku. Po wojnie pełnił funkcję szefa Banku Narodowego w Belgradzie.